# Giai đoạn vòng loại và vòng play-off UEFA Europa League 2021-22
Giai đoạn vòng loại và vòng play-off UEFA Europa League 2021-22 bắt đầu vào ngày 5 tháng 8 và kết thúc vào ngày 26 tháng 8 năm 2021.
Tổng cộng có 28 đội cạnh tranh ở hệ thống vòng loại của UEFA Europa League 2021-22, bao gồm giai đoạn vòng loại, với 10 đội ở Nhóm các đội vô địch và 6 đội ở Nhóm chính, và vòng play-off. 10 đội thắng ở vòng play-off đi tiếp vào vòng bảng, cùng 12 đội tham dự vào vòng bảng, 6 đội thua của vòng play-off Champions League (4 đội từ Nhóm các đội vô địch và 2 đội từ Nhóm các đội không vô địch), và 4 đội thua thuộc Nhóm các đội không vô địch của vòng loại thứ ba Champions League.
Thời gian là CEST (UTC+2), như được liệt kê bởi UEFA (giờ địa phương, nếu khác nhau thì được đặt trong dấu ngoặc đơn).

## Các đội bóng
Ở vòng loại thứ ba, các đội được chia làm hai nhóm:
- Nhóm các đội vô địch (10 đội): 10 đội tham dự vòng đấu này (10 đội thua của vòng loại thứ hai Champions League Nhóm các đội vô địch).
- Nhóm chính (6 đội): 6 đội tham dự vòng đấu này (bao gồm 3 đội thua của vòng loại thứ hai Champions League Nhóm các đội không vô địch).

Các đội thắng của vòng loại thứ ba được kết hợp vào một nhóm duy nhất cho vòng play-off:
- Vòng play-off (20 đội): 12 đội tham dự vòng đấu này (bao gồm 6 đội thua của vòng loại thứ ba Champions League Nhóm các đội vô địch), và 8 đội thắng của vòng loại thứ ba.

Tất cả các đội bị loại từ giai đoạn vòng loại và vòng play-off tham dự Europa Conference League:
- 5 đội thua của vòng loại thứ ba Nhóm các đội vô địch tham dư vòng play-off Nhóm các đội vô địch.
- 3 đội thua của vòng loại thứ ba Nhóm chính tham dự vòng play-off Nhóm chính.
- 10 đội thua của vòng play-off tham dự vòng bảng.

Dưới đây là các đội tham dự (với hệ số câu lạc bộ UEFA năm 2021 của họ, tuy nhiên không được sử dụng để xếp hạt giống cho giai đoạn vòng loại và vòng play-off), được xếp nhóm theo vòng đấu bắt đầu của họ.
| Chú thích màu sắc                                                            |
| ---------------------------------------------------------------------------- |
| Đội thắng của vòng play-off đi tiếp vào vòng bảng                            |
| Đội thua của vòng play-off tham dự vòng bảng Europa Conference League        |
| Đội thua của vòng loại thứ ba tham dự vòng play-off Europa Conference League |

| Đội                      | Hệ số  |
| ------------------------ | ------ |
| Slavia Prague[CH Q3]     | 43.500 |
| Olympiacos[CH Q3]        | 43.000 |
| Red Star Belgrade[CH Q3] | 32.500 |
| Rangers[CH Q3]           | 31.250 |
| AZ                       | 21.500 |
| Fenerbahçe               | 19.500 |
| CFR Cluj[CH Q3]          | 16.500 |
| Legia Warsaw[CH Q3]      | 16.500 |
| Zorya Luhansk            | 15.000 |
| Antwerp                  | 10.500 |
| Sturm Graz               | 7.165  |
| Randers                  | 5.575  |

| Đội                      | Hệ số |
| ------------------------ | ----- |
| Slovan Bratislava[CH Q2] | 7.500 |
| Žalgiris[CH Q2]          | 6.500 |
| Alashkert[CH Q2]         | 6.500 |
| Flora[CH Q2]             | 6.250 |
| Kairat[CH Q2]            | 6.000 |
| Lincoln Red Imps[CH Q2]  | 5.750 |
| Omonia[CH Q2]            | 5.550 |
| HJK[CH Q2]               | 5.500 |
| Neftçi Baku[CH Q2]       | 5.000 |
| Mura[CH Q2]              | 3.000 |

| Đội                  | Hệ số  |
| -------------------- | ------ |
| Celtic[LP Q2]        | 34.000 |
| Rapid Wien[LP Q2]    | 17.000 |
| Galatasaray[LP Q2]   | 17.000 |
| Jablonec             | 7.000  |
| St Johnstone         | 6.675  |
| Anorthosis Famagusta | 5.550  |

Ghi chú
1. CH Q3 Đội thua của vòng loại thứ ba Champions League (Nhóm các đội vô địch).
2. CH Q2 Đội thua của vòng loại thứ hai Champions League (Nhóm các đội vô địch).
3. LP Q2 Đội thua của vòng loại thứ hai Champions League (Nhóm các đội không vô địch).

## Thể thức
Mỗi cặp đấu được diễn ra theo thể thức hai lượt, với mỗi đội thi đấu một lượt tại sân nhà. Đội nào có tổng tỉ số cao hơn qua hai lượt đi tiếp vào vòng tiếp theo. Nếu tổng tỉ số bằng nhau sau khi kết thúc thời gian thi đấu chính thức của lượt về, luật bàn thắng sân khách không còn được áp dụng bắt đầu từ mùa giải này. Để xác định đội thắng của cặp đấu, hiệp phụ được diễn ra, và nếu số bàn thắng ghi được bởi cả hai đội bằng nhau trong thời gian hiệp phụ, cặp đấu được định đoạt bằng loạt sút luân lưu.

## Lịch thi đấu
Lịch thi đấu của giải đấu như sau (tất cả các lễ bốc thăm được tổ chức tại trụ sở UEFA ở Nyon, Thụy Sĩ).
| Vòng             | Ngày bốc thăm       | Lượt đi             | Lượt về             |
| ---------------- | ------------------- | ------------------- | ------------------- |
| Vòng loại thứ ba | 19 tháng 7 năm 2021 | 5 tháng 8 năm 2021  | 12 tháng 8 năm 2021 |
| Vòng play-off    | 2 tháng 8 năm 2021  | 19 tháng 8 năm 2021 | 26 tháng 8 năm 2021 |

## Vòng loại thứ ba
Lễ bốc thăm cho vòng loại thứ ba được tổ chức vào ngày 19 tháng 7 năm 2021, lúc 13:00 CEST.

### Xếp hạt giống
Tổng cộng có 16 đội thi đấu ở vòng loại thứ ba. Họ được chia làm hai nhóm:
- Nhóm các đội vô địch (10 đội): 10 đội thua của vòng loại thứ hai UEFA Champions League 2021-22 (Nhóm các đội vô địch) mà danh tính của họ không được biết tại thời điểm bốc thăm. Không có đội hạt giống. Các đội từ Azerbaijan và Armenia không thể được bốc thăm để đối đầu với nhau, do đó đội thua của các cặp đấu giữa Neftçi Baku/Olympiacos và Alashkert/Sheriff Tiraspol không thể được bốc thăm để đối đầu với nhau.
- Nhóm chính (6 đội): Các đội được xếp hạt giống như sau:
  - Hạt giống: 3 đội tham dự vòng đấu này.
  - Không hạt giống: 3 đội thua của vòng loại thứ hai UEFA Champions League 2021-22 (Nhóm các đội không vô địch) mà danh tính của họ không được biết tại thời điểm bốc thăm. Các đội từ cùng hiệp hội không thể được bốc thăm để đối đầu với nhau, do đó các đội sau đây không thể được bốc thăm để đối đầu với nhau:
    - Scotland: St Johnstone và đội thua của cặp đấu giữa Celtic/Midtjylland
    - Cộng hòa Séc: Jablonec và đội thua của cặp đấu giữa Sparta Prague/Rapid Wien

Đội đầu tiên được bốc thăm ở mỗi cặp đấu là đội nhà của trận lượt đi.
| - Omonia - Neftçi Baku - Slovan Bratislava - Kairat - Mura - HJK - Lincoln Red Imps - Flora - Alashkert - Žalgiris |

| Hạt giống                                        | Không hạt giống                     |
| ------------------------------------------------ | ----------------------------------- |
| - Jablonec - St Johnstone - Anorthosis Famagusta | - Celtic - Galatasaray - Rapid Wien |

### Tóm tắt
Lượt đi được diễn ra vào ngày 3 và 5 tháng 8, và lượt về được diễn ra vào ngày 10 và 12 tháng 8 năm 2021.
Đội thắng của các cặp đấu đi tiếp vào vòng play-off. Đội thua thuộc Nhóm các đội vô địch được chuyển qua vòng play-off Europa Conference League Nhóm các đội vô địch, trong khi đội thua thuộc Nhóm chính được chuyển qua vòng play-off Europa Conference League Nhóm chính.
| Đội 1            | TTS         | Đội 2             | Lượt đi | Lượt về      |
| ---------------- | ----------- | ----------------- | ------- | ------------ |
| Omonia           | 2–2 (5–4 p) | Flora             | 1–0     | 1–2 (s.h.p.) |
| Mura             | 1–0         | Žalgiris          | 0–0     | 1–0          |
| Kairat           | 2–3         | Alashkert         | 0–0     | 2–3 (s.h.p.) |
| Lincoln Red Imps | 2–4         | Slovan Bratislava | 1–3     | 1–1          |
| Neftçi Baku      | 2–5         | HJK               | 2–2     | 0–3          |

| Đội 1       | TTS | Đội 2                | Lượt đi | Lượt về |
| ----------- | --- | -------------------- | ------- | ------- |
| Jablonec    | 2–7 | Celtic               | 2–4     | 0–3     |
| Rapid Wien  | 4–2 | Anorthosis Famagusta | 3–0     | 1–2     |
| Galatasaray | 5–3 | St Johnstone         | 1–1     | 4–2     |

### Nhóm các đội vô địch
| Omonia        | 1–0      | Flora |
| ------------- | -------- | ----- |
| - Tzionis 12' | Chi tiết |       |

| Flora                                                    | 2–1 (s.h.p.) | Omonia                                                 |
| -------------------------------------------------------- | ------------ | ------------------------------------------------------ |
| Sappinen 48', 88'                                        | Chi tiết     | Kakoullis 43'                                          |
| Loạt sút luân lưu                                        |              |                                                        |
| - Ojamaa - Zenjov - Lilander - Lukka - Alliku - Reinkort | 4–5          | - Gómez - Papoulis - Atiemwen - Psaltis - Lang - Yuste |

Tổng tỷ số 2–2. Omonia thắng 5–4 trên chấm luân lưu.
| Mura | 0–0      | Žalgiris |
| ---- | -------- | -------- |
|      | Chi tiết |          |

| Žalgiris | 0–1      | Mura       |
| -------- | -------- | ---------- |
|          | Chi tiết | - Kous 12' |

Mura thắng với tổng tỷ số 1–0.
| Kairat | 0–0      | Alashkert |
| ------ | -------- | --------- |
|        | Chi tiết |           |

| Alashkert                       | 3–2 (s.h.p.) | Kairat                            |
| ------------------------------- | ------------ | --------------------------------- |
| - Embaló 43', 50' - Glišić 104' | Chi tiết     | - Abiken 45+1' - Shushenachev 61' |

Alashkert thắng với tổng tỷ số 3–2.
| Lincoln Red Imps     | 1–3      | Slovan Bratislava                     |
| -------------------- | -------- | ------------------------------------- |
| - Walker 73' (ph.đ.) | Chi tiết | - Kashia 16' - Zmrhal 48' - Henty 69' |

| Slovan Bratislava | 1–1      | Lincoln Red Imps |
| ----------------- | -------- | ---------------- |
| - Zmrhal 38'      | Chi tiết | - Gómez 90'      |

Slovan Bratislava thắng với tổng tỷ số 4–2.
| Neftçi Baku                   | 2–2      | HJK                        |
| ----------------------------- | -------- | -------------------------- |
| - Bougrine 59' - Mahmudov 80' | Chi tiết | - Ro. Riski 61' - Jair 65' |

| HJK                                          | 3–0      | Neftçi Baku |
| -------------------------------------------- | -------- | ----------- |
| - Ri. Riski 46' - Ro. Riski 60' (ph.đ.), 89' | Chi tiết |             |

HJK thắng với tổng tỷ số 5–2.

### Nhóm chính
| Jablonec                        | 2–4      | Celtic                                                   |
| ------------------------------- | -------- | -------------------------------------------------------- |
| - Pilař 17' - Bitton 85' (l.n.) | Chi tiết | - Abada 12' - Furuhashi 16' - Forrest 64' - Christie 90' |

| Celtic                            | 3–0      | Jablonec |
| --------------------------------- | -------- | -------- |
| - Turnbull 24', 53' - Forrest 73' | Chi tiết |          |

Celtic thắng với tổng tỷ số 7–2.
| Rapid Wien                           | 3–0      | Anorthosis Famagusta |
| ------------------------------------ | -------- | -------------------- |
| - Kara 35' - Fountas 65' - Grüll 83' | Chi tiết |                      |

| Anorthosis Famagusta            | 2–1      | Rapid Wien |
| ------------------------------- | -------- | ---------- |
| - Lafferty 45+1' - Roushias 88' | Chi tiết | - Kara 64' |

Rapid Wien thắng với tổng tỷ số 4–2.
| Galatasaray | 1–1      | St Johnstone       |
| ----------- | -------- | ------------------ |
| - Boey 60'  | Chi tiết | - Kerr 58' (ph.đ.) |

| St Johnstone                         | 2–4      | Galatasaray                                                 |
| ------------------------------------ | -------- | ----------------------------------------------------------- |
| - Çipe 37' (l.n.) - O'Halloran 90+4' | Chi tiết | - Diagne 30' - Aktürkoğlu 64' - Feghouli 70' - Kılınç 90+2' |

Galatasaray thắng với tổng tỷ số 5–3.

## Vòng play-off
Lễ bốc thăm cho vòng play-off được tổ chức vào ngày 2 tháng 8 năm 2021, lúc 13:30 CEST.

### Xếp hạt giống
Tổng cộng có 20 đội thi đấu ở vòng play-off. Các đội được xếp hạt giống vào bốn "nhóm ưu tiên":
- Ưu tiên 1: 6 đội tham dự vòng đấu này.
- Ưu tiên 2: 6 đội thua của vòng loại thứ ba UEFA Champions League 2021-22 (Nhóm các đội vô địch) mà danh tính của họ không được biết tại thời điểm bốc thăm
- Ưu tiên 3: 5 đội thắng của vòng loại thứ ba (Nhóm các đội vô địch) mà danh tính của họ không được biết tại thời điểm bốc thăm
- Ưu tiên 4: 3 đội thắng của vòng loại thứ ba (Nhóm chính) mà danh tính của họ không được biết tại thời điểm bốc thăm

Việc tiến hành bốc thăm như sau:
1. Ba đội của nhóm ưu tiên 4 được bốc thăm để đối đầu với các đội của nhóm ưu tiên 1, đến khi nhóm ưu tiên 4 không còn đội nào.
2. Ba đội còn lại của nhóm ưu tiên 1 được bốc thăm để đối đầu với các đội của nhóm ưu tiên 3, đến khi nhóm ưu tiên 1 không còn đội nào.
3. Hai đội còn lại của nhóm ưu tiên 3 được bốc thăm để đối đầu với các đội của nhóm ưu tiên 2, đến khi nhóm ưu tiên 3 không còn đội nào.
4. Bốn đội còn lại của nhóm ưu tiên 2 được bốc thăm để đối đầu với nhau cho ra hai cặp đấu.

Khôn có hạn chế quốc gia cho vòng đấu này, do đó các đội từ cùng quốc gia có thể được bôc thăm để đối đầu với nhau. Đội đầu tiên được bốc thăm ở mỗi cặp đấu là đội nhà của trận lượt đi.
| Ưu tiên 1                                                                | Ưu tiên 2                                                                                              | Ưu tiên 3                                                                 | Ưu tiên 4                                       |
| ------------------------------------------------------------------------ | --- | ------------------------------------------------------------------------- | ----------------------------------------------- |
| - AZ - Fenerbahçe - Zorya Luhansk - Royal Antwerp - Sturm Graz - Randers | - Legia Warsaw[†] - Slavia Prague[†] - Olympiacos[†] - CFR Cluj[†] - Rangers[†] - Red Star Belgrade[†] | - Slovan Bratislava[CH] - Mura[CH] - Alashkert[CH] - Omonia[CH] - HJK[CH] | - Celtic[MP] - Rapid Wien[MP] - Galatasaray[MP] |

Ghi chú
1. † Đội thua của vòng loại thứ ba Champions League (Nhóm các đội vô địch).
2. CH Đội thắng của vòng loại thứ ba (Nhóm các đội vô địch) mà danh tính của họ không được biết tại thời điểm bốc thăm.
3. MP Đội thắng của vòng loại thứ ba (Nhóm chính) mà danh tính của họ không được biết tại thời điểm bốc thăm.

### Tóm tắt
Lượt đi được diễn ra vào ngày 17, 18 và 19 tháng 8, và lượt về được diễn ra vào ngày 26 tháng 8 năm 2021.
Đội thắng của các cặp đấu đi tiếp vào vòng bảng. Đội thua được chuyển qua vòng bảng Europa Conference League.
| Đội 1             | TTS         | Đội 2             | Lượt đi | Lượt về      |
| ----------------- | ----------- | ----------------- | ------- | ------------ |
| Randers           | 2–3         | Galatasaray       | 1–1     | 1–2          |
| Rapid Wien        | 6–2         | Zorya Luhansk     | 3–0     | 3–2          |
| Celtic            | 3–2         | AZ                | 2–0     | 1–2          |
| Fenerbahçe        | 6–2         | HJK               | 1–0     | 5–2          |
| Mura              | 1–5         | Sturm Graz        | 1–3     | 0–2          |
| Omonia            | 4–4 (2–3 p) | Royal Antwerp     | 4–2     | 0–2 (s.h.p.) |
| Olympiacos        | 5–2         | Slovan Bratislava | 3–0     | 2–2          |
| Rangers           | 1–0         | Alashkert         | 1–0     | 0–0          |
| Slavia Prague     | 3–4         | Legia Warsaw      | 2–2     | 1–2          |
| Red Star Belgrade | 6–1         | CFR Cluj          | 4–0     | 2–1          |

### Các trận đấu
| Randers         | 1–1      | Galatasaray      |
| --------------- | -------- | ---------------- |
| - Lauenborg 54' | Chi tiết | - Aktürkoğlu 26' |

| Galatasaray                              | 2–1      | Randers    |
| ---------------------------------------- | -------- | ---------- |
| - Van Aanholt 48' - Lauenborg 59' (l.n.) | Chi tiết | - Egho 11' |

Galatasaray thắng với tổng tỷ số 3–2.
| Rapid Wien                           | 3–0      | Zorya Luhansk |
| ------------------------------------ | -------- | ------------- |
| - Fountas 29' - Kara 78' - Grüll 85' | Chi tiết |               |

| Zorya Luhansk                      | 2–3      | Rapid Wien                             |
| ---------------------------------- | -------- | -------------------------------------- |
| - Hladkyy 40' - Zahedi 87' (ph.đ.) | Chi tiết | - Grüll 10' - Greiml 15' - Fountas 68' |

Rapid Wien thắng với tổng tỷ số 6–2.
| Celtic                                 | 2–0      | AZ |
| -------------------------------------- | -------- | -- |
| - Furuhashi 12' - Letschert 61' (l.n.) | Chi tiết |    |

| AZ                                   | 2–1      | Celtic         |
| ------------------------------------ | -------- | -------------- |
| - Aboukhlal 6' - Starfelt 26' (l.n.) | Chi tiết | - Furuhashi 3' |

Celtic thắng với tổng tỷ số 3–2.
| Fenerbahçe      | 1–0      | HJK |
| --------------- | -------- | --- |
| - Gümüşkaya 65' | Chi tiết |     |

| HJK                             | 2–5      | Fenerbahçe                                                        |
| ------------------------------- | -------- | ----------------------------------------------------------------- |
| - Ro. Riski 27' - Ri. Riski 88' | Chi tiết | - Valencia 11', 14', 52' - Şanlıtürk 90+2' - Peltola 90+4' (l.n.) |

Fenerbahçe thắng với tổng tỷ số 6–2.
| Mura         | 1–3      | Sturm Graz                                             |
| ------------ | -------- | ------------------------------------------------------ |
| - Škoflek 3' | Chi tiết | - Jantscher 18' (ph.đ.) - Kiteishvili 60' - Yeboah 63' |

| Sturm Graz                        | 2–0      | Mura |
| --------------------------------- | -------- | ---- |
| - Kiteishvili 39' - Jantscher 66' | Chi tiết |      |

Sturm Graz thắng với tổng tỷ số 5–1.
| Omonia                                                   | 4–2      | Royal Antwerp              |
| -------------------------------------------------------- | -------- | -------------------------- |
| - Loizou 43', 56' - Kakoullis 49' - Atiemwen 84' (ph.đ.) | Chi tiết | - Benson 26' - Miyoshi 62' |

| Royal Antwerp                              | 2–0 (s.h.p.) | Omonia                                         |
| ------------------------------------------ | ------------ | ---------------------------------------------- |
| - Miyoshi 28' - Gerkens 84'                | Chi tiết     |                                                |
| Loạt sút luân lưu                          |              |                                                |
| Verstraete · Gerkens · Eggestein · Miyoshi | 3–2          | Gómez · Atiemwen · Lecjaks · Yuste · Zachariou |

Tổng tỷ số 4–4. Royal Antwerp thắng 3–2 trên chấm luân lưu.
| Olympiacos                                        | 3–0      | Slovan Bratislava |
| ------------------------------------------------- | -------- | ----------------- |
| - M. Camara 37' - Cissé 52' - Bozhikov 68' (l.n.) | Chi tiết |                   |

| Slovan Bratislava       | 2–2      | Olympiacos                    |
| ----------------------- | -------- | ----------------------------- |
| - Henty 42' - Green 62' | Chi tiết | - El-Arabi 33' - Onyekuru 54' |

Olympiacos thắng với tổng tỷ số 5–2.
| Rangers       | 1–0      | Alashkert |
| ------------- | -------- | --------- |
| - Morelos 67' | Chi tiết |           |

| Alashkert | 0–0      | Rangers |
| --------- | -------- | ------- |
|           | Chi tiết |         |

Rangers thắng với tổng tỷ số 1–0.
| Slavia Prague              | 2–2      | Legia Warsaw                 |
| -------------------------- | -------- | ---------------------------- |
| - Bah 33' - Masopust 45+3' | Chi tiết | - Emreli 20' - Juranović 37' |

| Legia Warsaw      | 2–1      | Slavia Prague |
| ----------------- | -------- | ------------- |
| - Emreli 59', 70' | Chi tiết | - Ekpai 45'   |

Legia Warsaw thắng với tổng tỷ số 4–3.
| Red Star Belgrade                              | 4–0      | CFR Cluj |
| ---------------------------------------------- | -------- | -------- |
| - Pavkov 5' - Katai 38' - Ben 68' - Ivanić 77' | Chi tiết |          |

| CFR Cluj       | 1–2      | Red Star Belgrade               |
| -------------- | -------- | ------------------------------- |
| - Debeljuh 34' | Chi tiết | - Katai 5' (ph.đ.) - Pavkov 53' |

Red Star Belgrade thắng với tổng tỷ số 6–1.